# Abszintizmus
Az abszintizmus egy kitalált betegség, melynek elméletét legnagyobb részt egy francia orvos, dr. Valentin Magnan dolgozta ki a 19. század második felében. Tünetei azonosak az akkoriban még kevésbé ismert krónikus alkoholizmuséval, amelyek közül főleg az egyszerű alkoholistákénál aktívabbnak tartott, hallucinációk által kísért görcsrohamokat hangsúlyozták ki. A betegség kiváltó okának az abszint rendszeres és nagy mennyiségű fogyasztását tartották, ami akkoriban Franciaország egyik legnépszerűbb alkoholos itala volt. A századfordulón legelfogadottabb elmélet elsősorban a fehér üröm illóolajában található tujont, másodsorban pedig a többi növény hatóanyagait tartotta felelősnek a tünetegyüttesért. A korabeli szakértők egy része elutasította, hogy az abszintot és más égetett szeszeket fogyasztó alkoholisták tünetei különböznének.
Több ország kormánya is az abszintizmusra és a franciaországi eseményekre hivatkozva tiltotta be az abszint gyártását 1898 és 1923 között, bár az elméletet nem támogatták közvetlen bizonyítékok. Az abszint francia tilalmát az első világháború okozta nyomás alatt iktatták törvénybe, miután az ital ellenzői a közvélemény befolyásolásával elterjesztették, hogy az abszint őrületet okoz. A gazdasági, politikai és erkölcsi indokoktól vezérelt hadjáratot olyan tudományos eredményekre alapozták, melyeket megjelenésüktől kezdve súlyos kritikák értek.
A mai laboreredmények szerint a növényi összetevők veszélytelen mennyiségben voltak jelen az abszintban. Az abszintizmus feljegyzett tünetei nem különböznek a krónikus alkoholizmusétól, az abszintfüggő alkoholisták állítólagos rosszabb állapotát pedig a hígítatlan abszint fogyasztása, a hamisításhoz használt mérgező vegyszerek és a rossz minőségű alkohol okozhatták.
Az abszintizmus elméletére több jelenkori tévhit is épül, amelyek legtöbbször hallucinogén és más pszichoaktív hatásokat tulajdonítanak az abszint növényi összetevőinek, vagy durván eltúlozzák a korabeli abszint tujontartalmát.

## Az abszint

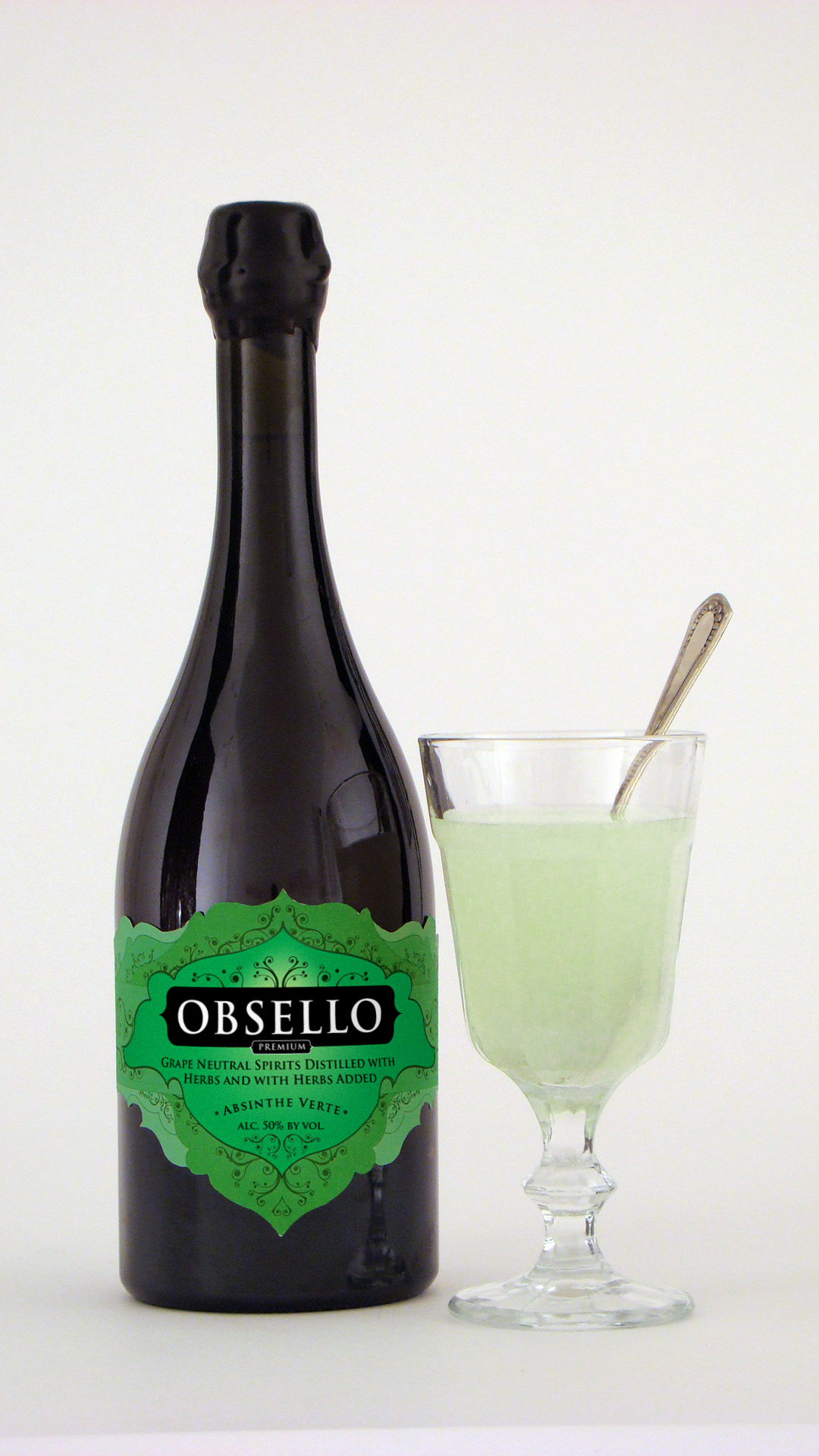
Abszint, a pohárban vízzel hígítva

Az abszint olyan égetett szesz, melyet fehér ürömmel, ánizzsal, továbbá jellemzően édesköménnyel, római ürömmel és izsóppal ízesítenek, gyakran további fűszerekkel kiegészítve. Az abszint a recepttől függően jellemzően peridotzöld vagy színtelen – a zöld színt egyes olcsóbb változatokban és hamisítványokban ételfestékkel utánozzák. Alkoholtartalmát úgy állítják be, hogy a párlatban található illóolaj-mennyiség oldott állapotban maradjon, nagyobb mennyiségű víz hatására ugyanis kicsapódik (louche-hatás) – az abszintot hagyományosan legalább 45% alkohollal palackozzák.
Legkorábbi ismert megjelenési helye a svájci Neuchâtel kanton Val-de-Travers kerülete, ahonnan Henri-Louis Pernod közreműködével került át Franciaországba 1805-ben, majd vált a 19. század második felének, majd a századfordulónak az egyik legdivatosabb italává.
Fogyasztását gyakran szertartásos hígítás előzi meg, ugyanis élvezeti értéke 11-20% alkoholtartalommal, jéghideg vízzel hígítva a legnagyobb, és az ital víz okozta opálosodása látványosabban megy végbe, ha a vizet csak lassan adagolják hozzá.
Az abszintként forgalmazott italok egy jelentős része – az ital tilalma előtt és rehabilitációja óta is – hamisítvány. A 19. században az ital legismertebb jellemzői a zöld szín és a víz hozzáadásakor megjelenő opálos jelleg voltak, ezeket sok gyártó mérgező vegyszerekkel pótolta. A mai köztudatban általában a 60% fölötti alkoholtartalmú, feltűnő színű, fehérüröm-kivonatot tartalmazó ital jelenti az abszintot, így – törvényi szabályozás híján – sok gyártó csak ezeknek próbál megfelelni.

## A Szent Anna Elmegyógyintézet
1867-től kezdve a Párizs környékéről begyűjtött elmebetegek kezelésük előtt a Szent Anna Elmegyógyintézetbe kerültek kivizsgálásra, ahol mindegyikőjükről aktát nyitottak. Ez utóbbiba jegyezték az orvosi szakvéleményeket és a beteg ismerőseitől szerzett információkat, az akták alapján pedig statisztikákat készítettek. Az alkoholistáknak nem csak a saját, de utódaik állapotát is figyelemmel kísérték.
Az alkoholbetegeket több kategóriába sorolták. Az elsőbe az „egyszerű” alkoholisták tartoztak, akiknek állapotát vélhetőleg maga az alkoholfogyasztás okozta. A másodikba alkoholista szülők olyan utódai kerültek, akiknél úgy gondolták, az alkoholfogyasztás hozta felszínre a lappangó őrületet. Egy harmadik statisztikai csoportot képeztek az utóbbiak közül azok, akik emellett alkoholisták is voltak. 1888–1911 közt az utóbbi két kategóriába egyre többen tartoztak az egyszerű alkoholistákhoz képest, és ez idő alatt a szellemi fogyatékkal születettek száma is megduplázódott.
Az egyszerű alkoholisták közt az abszintistának talált betegek száma elenyésző volt: a legrosszabb évben (1896) 800 esetből 21 abszintistát jegyeztek fel, átlagosan azonban csak évi 7-et. A többi egyszerű alkoholista alkoholos delírium vagy krónikus alkoholizmus, ritka esetben pedig delirium tremens miatt került be.
A beutaltak átlagosan kevesebb mint fele egyéb elmebajjal került az intézetbe.

## Az abszintizmus elmélete

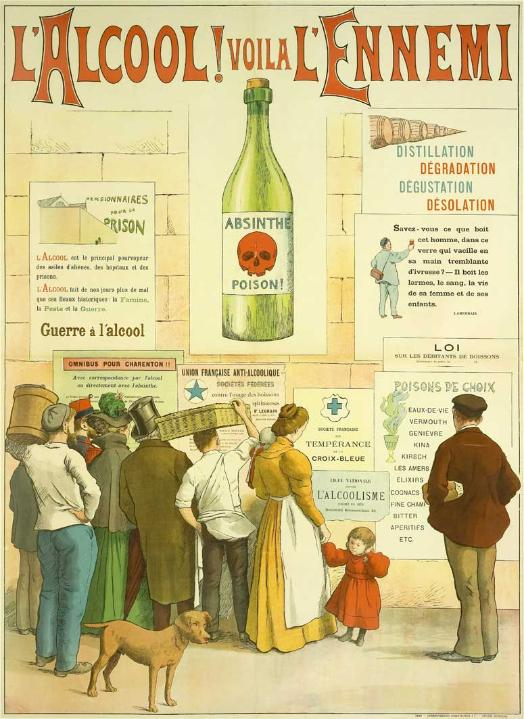
Frédéric Christol plakátja az alkohol és az abszint veszélyeiről

A 19. század második felében egyre több tanulmány foglalkozott a Franciaországban azelőtt soha nem látott mértékű alkoholizmussal. Megfigyelték, hogy a krónikus alkoholizmusban szenvedő beteg néhány hét után ingerlékeny és nyugtalan lesz, alvászavarokkal küzd, mindennaposak az illúziók és hallucinációk – ellentétben azzal a modern tévhittel, hogy ilyesmit csak az abszintivóknál figyeltek volna meg – és mikor szervezete „telítődött”, vagy más „erős inger” éri, alkoholos delíriumba zuhan. Ekkor változó, de szinte mindig gyötrő hallucinációk jelentkeznek, majd a delírium valamilyen alkoholos (korabeli szakkifejezésekkel „mániákus”, „melankolikus” vagy „idiotikus”) elmezavarban végződik.

### Motet, Marcé és Magnan
A szakirodalom 1859-ben különböztette meg először az abszint és egyéb alkoholok egészségkárosító hatását. Dr. Auguste Motet, miután „abszintistákkal” (abszintivó alkoholistákkal) foglalkozott egy párizsi elmegyógyintézetben, arra a következtetésre jutott, hogy az abszint veszélyesebb más szeszeknél, mert idővel delíriumot és hallucinációkat is okoz. Louis Marcé, a Bicêtre Kórház egyik orvosa 1864-ben különböző állatokat adagolt túl a fehér üröm illóolajával, és – mivel ez hasonló görcsrohamokat okozott, mint az alkoholmérgezés és a delirium tremens – ezzel klinikailag is megalapozta az abszintizmus elméletét. Ez idő tájt az iszákosok ilyen rohamait még egyoldalúan a növénykivonatoknak tulajdonították. 1865-ben a Dictionnaire de Médecine-ben is megjelent az abszintizmus fogalma:
|  | „az akut és krónikus alkoholizmus egy válfaja, amelyet a túlzott abszintfogyasztás idéz elő, és az alkoholizmusnál könnyebben okoz mániát és agylágyulást.” |
|  | |

Marcé egykori diákja, Valentin Magnan nevéhez fűződik az abszintizmus elméletének részletesebb kidolgozása. Magnan úgy hitte, hogy az alkohol, de leginkább az abszint fogyasztása volt felelős a francia kultúra bomlásáért. Olyan tüneteket próbált felmutatni, melyek megkülönböztetik az abszintizmust az egyszerű alkoholizmustól, és azt próbálta bebizonyítani, hogy az „abszintroham” különbözik a delirium tremenstől és az akut alkoholmérgezéstől. A különleges tüneteket abban látta, hogy a beteg előjel nélkül is delíriumba esik, előfordultak epilepszia-szerű rohamok, 1-2 perces szédülés, valamint a delírium alatti hallucinációk erősebbek. Elméletét a fehér üröm kivonatával túladagolt állatok rohamaival próbálta igazolni annak ellenére, hogy míg az általában 60% tujont tartalmaz, az eddig ismert korabeli abszintok legfeljebb 0,0048%-ot. Részben az ő nevéhez fűződik a téves párhuzam a tujon és a THC közt is, ugyanis az üröm hatását – többek között – a hasiséhoz hasonlította. Az 1890-ben megjelent Az abszintizmus elsődleges klinikai tünetei és más hasonló munkái alapozták meg az abszint elleni tudományos támadásokat.

### Más francia orvosok véleménye
B. Dupuy vezető akadémiai gyógyszerész 1875-ben részletes tanulmányt készített Abszint: tulajdonságai és veszélyei címmel, és az összes akkor ismert tényt figyelembe véve arra a következtetésre jutott, hogy a fehérüröm-esszencia önmagában nem lehet felelős az iszákosok epilepsziájáért és epileptikus rohamaiért. Hangsúlyozta, hogy az abszint legfőbb összetevője az alkohol.
Dr. Eugene Ledoux állításai szerint 1860-ban az Algériában szolgáló tisztek és katonák közt kötelező volt az abszint-fejadag fogyasztása, és elterjedt volt köztük egy érzékcsalódásokkal járó elmebetegség, amelyet csak „le cafard”-nak (csótánynak) neveztek. Felmérései szerint Kelet-Franciaország különböző területein párhuzamban volt az abszintfüggőség az elmebajjal, az epilepsziával és a tuberkulózissal.
Az Académie de Médecine elnöke, Étienne Lancereaux sokéves kutatás után meg volt győződve róla, hogy az abszint illóolajai veszélyesebbek az őket hordozó alkoholnál. Az ital egyik legnagyobb veszélyét a függőségben és a nőkre gyakorolt vonzerejében látta: napi egy pohár abszintot önmagában nem tartott veszélyesnek.

### Az abszintizmus mint öröklődő betegség
Az abszintizmus mellett szóló érvek sokszor a betegségek öröklődéséről szóló Lamarck-i elméletekre támaszkodtak, melyek szerint bármilyen, abszint okozta elváltozás továbböröklődik az utódokra. Magnan a genetikai korcsosulás eme elméletével magyarázta az elmebetegségek kialakulását. Érdemes megjegyezni, hogy az alkoholizmus hatásait is öröklődőnek tartották; a JAMA szerkesztői rovatában jelent meg az elmélet, miszerint az alkoholisták gyerekeinek nagy része gyakrabban „idióta, epilepsziás, neurotikus, alkoholista, degenerált és torzszülött”, mint az egészséges szülőké. Emiatt teljes szesztilalmat javasoltak.

### Az abszintizmus korabeli kritikája
Az Egyesült Királyságban, ahol a 18. század első felében a gin és hamisítványai a francia abszinthelyzethez hasonló társadalmi katasztrófát okoztak, súlyos kritikával illették Magnan elméletét. A Lancetben közölt cikkek és tanulmányok (a lap Magnan írásaiból is közölt) szerint nem sikerült éles különbségeket tenni az abszint és a többi alkohol hatása között, mert az abszintizmus összes ismert tünetét tapasztalták már egyéb alkoholt fogyasztóknál (beleértve az epileptikus rángásokat is), és az abszintként értékesített olcsó italok sokszor egyébként sem tartalmazták a megvádolt fehér üröm kivonatát. Magnan állatkísérleteit hiteltelennek tartották, ugyanis azokban nem a tiszta alkohol és az abszint hatását hasonlította össze, hanem az alkoholét és a fehérüröm-kivonatét, amely utóbbit az abszint csak elenyésző mennyiségben tartalmaz. Arra is felhívták a figyelmet, hogy a franciák a réz-szulfát mellett már antimon-trikloriddal is hamisítják az abszintot, ráadásul pozitív hatást várnak a mérgező vegyülettől.

### Ellentmondások
Nem született tudományos egyetértés azzal kapcsolatban, mely anyagok felelősek az abszintizmusért. Az 1880-as évektől kezdve nagyszabású labormunka kezdődött, hogy a szeszes italok összetevőit azonosítsák és mérgező voltukat ellenőrizzék. 1889-ben például dr. Laborde az ánizsban vélte megtalálni a veszélyes összetevőt, és azt javasolta, a betegség új neve „ánizsizmus” legyen. Elterjedt nézetté vált, hogy az abszint minden összetevője káros az egészségre. Wilfred Niels Arnold modern biokémikus szerint ezeket a munkákat nem szabad komolyan venni, bár a korabeli tudósok nagy része elfogadta őket.
A francia kormány héttagú bizottságot nevezett ki, hogy listát készítsen a veszélyes eszenciákról. Hogy a vizsgálandó anyagok számát csökkentsék – nyilvánvalóan a befolyásos bor- és brandytermelőknek kedvezve – külön kategóriára bontották a „természetes párlatok”, azaz a hagyományos francia borpárlatok, valamint a „mesterséges párlatok”, azaz a gyógynövény-ázatokból készülő italok összetevőit. Így csak azon anyagokat vizsgálták, melyeket eleve veszélyesnek ítéltek. Dr. Lancereaux már ekkor összefüggésbe hozta az abszintfogyasztást az alultápláltsággal és a tuberkulózissal. Szintén ebben az évben mutatta ki Dr. Lalou, hogy a fehérüröm-eszencia mérgező hatásáért a korábban is ismert tujon felelős.
1903-ban adták át a kész listát: a fehér üröm, izsóp, csillagánizs, és az abszint más gyakori összetevői a lista elejére kerültek, és javasolták a betiltásukat. Az Académie, hogy az így született ellentmondást megkerülje, az összes gyógynövényes italt mérgezőnek nyilvánította, habár mindegyiket betiltani esélytelen volt.
Az abszint ellen kampányolók látványos bemutatókat tartottak, amelyek során nagy mennyiségű (általában 0,8-4,5 g) tiszta ürömeszenciát fecskendeztek tengerimalacok gyomrába, melyek aztán görcsrohamok közt pusztultak el. Mivel az állatokat egyszeri túladagolással pusztították el, a Lancet munkatársai már 1869-ben azt ajánlották Magnannak, hogy inkább hosszútávú kísérleteket végezzen, és az állatokat az abszinttal is bevihető illóolaj-mennyiséggel kezelje. W. N. Arnold biokémikus kutatásai szerint azonban semmiféle kísérleti eredmény nem maradt fenn az ürömesszencia krónikus túladagolásáról, így feltételezhető, hogy az ilyen kísérletek nem hozták meg a várt eredményt – ezt támasztják alá a tujonnal végzett modern állatkísérletek is.
1912-ben az abszintot egy bizottság méregnek nyilvánította és a tujontartalmú italok betiltását javasolta. Az antialkoholisták hevesen támadták az ötletet, mivel a tujont nehéz volt izolálni, és nem volt rá bizonyíték, hogy ez volna az abszint egyetlen méreganyaga. Ennek ellenére a javaslatot 1915-ben változatlan formában iktatták törvénybe.
A Lancet 1930-ban már az abszint ellen foglalt állást, az ital egyesült királyságbeli betiltását indítványozva. Ellentmondásos módon ugyanezen cikkben mutattak rá, hogy az olcsó abszint készítésekor rossz minőségű alkoholt, és esetenként metanoltartalmú denaturált szeszt is felhasználtak.
Az abszintizmus fogalma a 19. századi orvostudományban az első alkoholizmusról szóló beszámolókkal együtt jelent meg, és ez segíthetett volna eldönteni a kérdést, hogy az abszintizmus és az alkoholizmus azonos, vagy különböző betegségek-e. Az illóolajok rossz vízoldékonysága miatt azok bevitele mindig lényeges mennyiségű alkohollal együtt történt.

## A mérgező hamisítványok szerepe

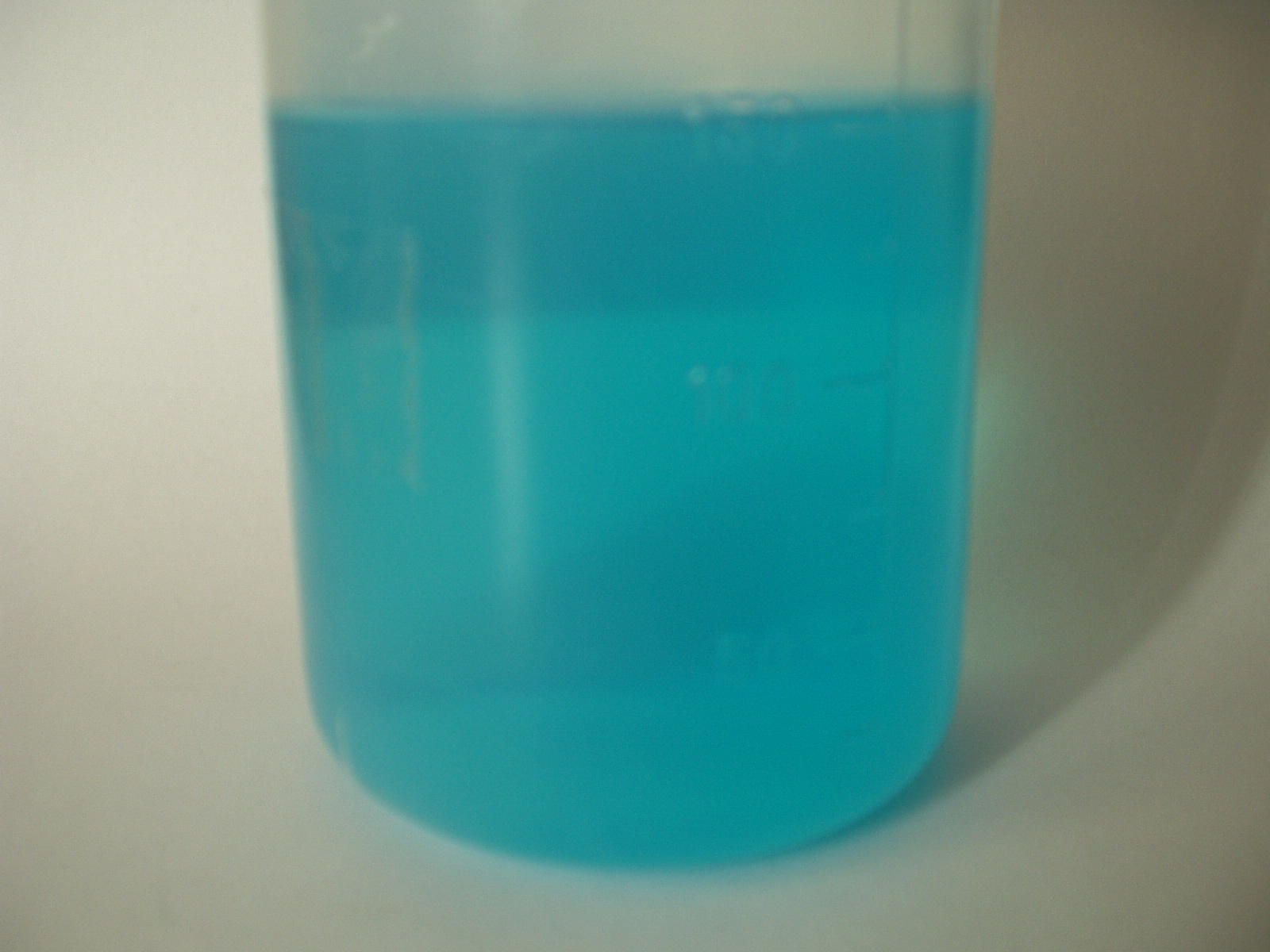
Réz-szulfát vizes oldata.
A zöld színt karamell hozzáadásával érték el

A 19. század második felében egyre gyakoribbá váltak az abszint – részben, vagy teljesen – mesterséges hamisítványai. Az abszintot főleg a második áztatás okozta zöld színről és a magas illóolaj-tartalom okozta opálosodásról ismerték meg, ezért ezeket kellett erősíteni és pótolni a rossz minőségű abszintokban, illetve utánzatokban. Színezéshez réz-szulfátot, réz-acetátot, indigókármint vagy anilint használtak (a kék anyagokat karamellel keverve), az opálosodást pedig legtöbbször antimon-triklorid segítette. A felhasznált alkohol sokszor igen rossz minőségű volt, és olykor metanollal denaturált szeszt is kevertek hozzá.
A réz-szulfát ritkán okoz azonnali mérgezést, mert ilyen mennyiségben hánytató hatású, ennek ellenére több, néhány gramm réz-szulfáttal elkövetett öngyilkosság is ismert. A gyomorban maradva 1-12 g réz-szulfát fémes szájízt, égető derék- és hasi fájdalmat, elhúzódó hányást, hasmenést, fejfájást, izzadást, sokkot, a vizelés elmaradását és ezzel a bőr sárgulását okozhatja. Huzamos fogyasztása anémiát (vérszegénységet) okozhat. A kísérleti patkányok napi 25 mg/kg réz-szulfáttól visszamaradtak a fejlődésben, míg 200 mg/kg-tól elveszítették az étvágyukat, majd éhen pusztultak. Juhok esetén napi 20 mg/kg vérsejt- és vesekárosodást okozott, valamint étvágytalanságot, anémiát és egyéb degeneratív elváltozásokat.
Az indigókármin hányingert és hányást, valamint hasi fájdalmat okozhat, azonban LD50 adagja aránylag magas (patkányok esetén több mint 3 g/testsúly-kg). A korabeli kézikönyvek az indigókármint ajánlották mesterséges színezékként. E132 néven ma is engedélyezett élelmiszer-színezék.
Az antimon-triklorid az emésztőrendszerbe kerülve maró hatású. Hányingert és hányást, hasi fájdalmat, hasmenést okozhat. LD50 adagját 50–500 mg/kg-ra becsülik. Hosszútávú fogyasztása fejfájást, étvágytalanságot, kiszáradt torkot, alvászavart okozhat. A kézikönyvek 100 liter abszinthoz 100 g antimon-trikloridot ajánlottak, ez azonban az ánizsolajat is tartalmazó, részben valódi abszintokra vonatkozott, amelyekben nem pótolni, hanem csak erősíteni kellett a louche-hatást.
A metanol egyszerre bevitt nagyobb mennyiségben fejfájást, aluszékonyságot, hányingert és hányást, homályos látást, vakságot, kómát és halált okozhat. A beteg állapota a kezdeti javulás ellenére nagyjából 30 órával később tovább rosszabbodhat. Rendszeres, kis mennyiségű fogyasztása észrevehető látáskárosodást okoz.

## Más italokat ért vádak

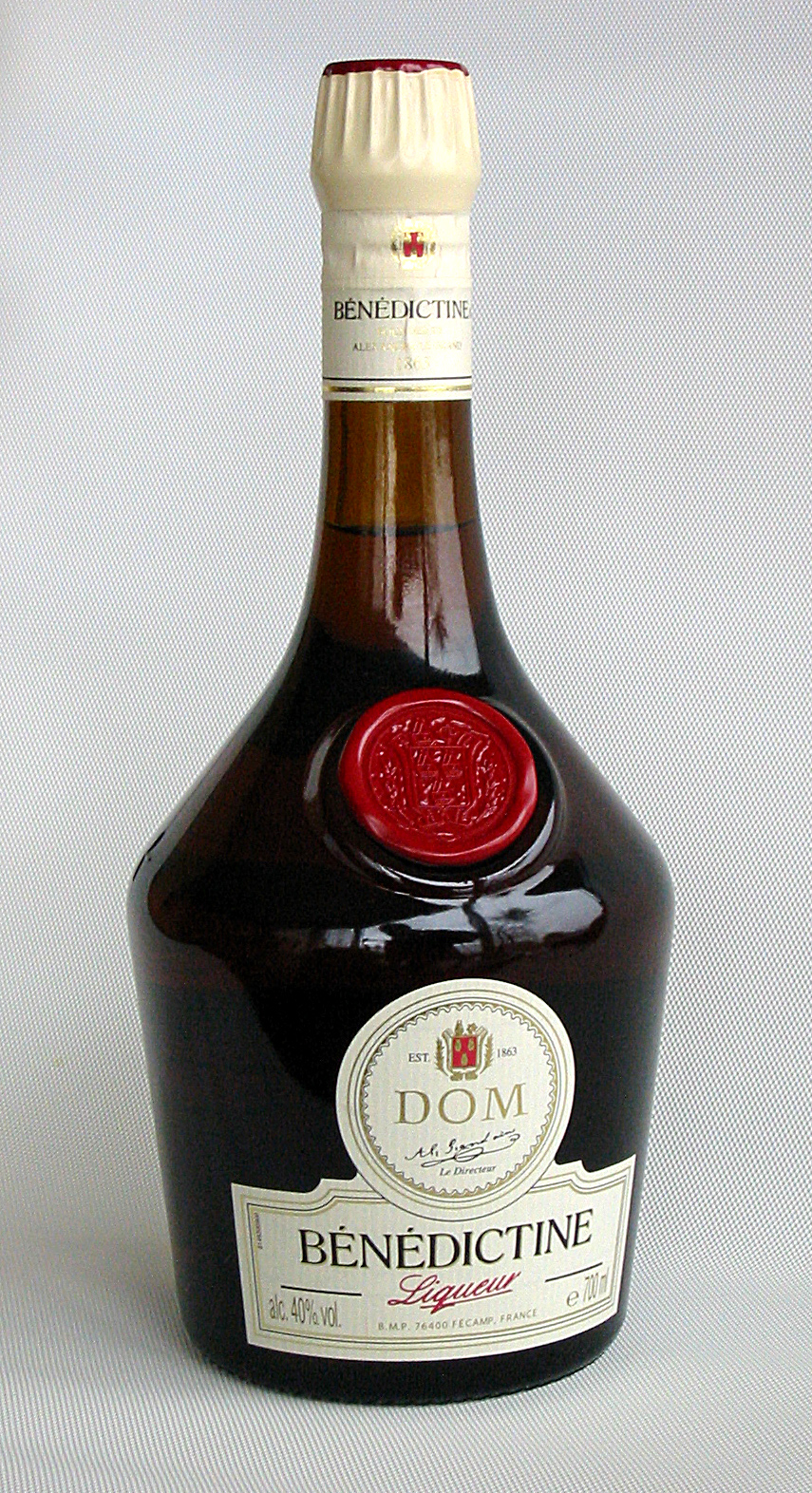
Bénédictine likőr, a mérgezőnek gondolt italok egyike

Az alkoholizmus legelismertebb kutatói a legtöbb egyéb olyan italt is megvádolták, melyek gyógy- és fűszernövények felhasználával készültek. Az ezeket fogyasztó embereknél az abszintizmus egyes tüneteit vélték megfigyelni, úgymint szédülést, remegést, epileptikus rohamokat és alkoholos diszpepsziát.
A keserűlikőröket az abszintnál nagyobb összetettségük, valamint a télizöldekben található metil-szalicilát miatt tartották veszélyesnek. A vermut különös veszélyének a réti legyezőfűben található szalicilsav-származékokat tartották (főleg a szalicilaldehidet és a hidrogén-cianidot). A vádakat a ma is híres Chartreuse, Bénédictine, Trappistine likőrök sem kerülték el. Egyrészt, mert receptjeik az abszint egyes hozzávalóit is tartalmazták (például izsópot, angyalgyökeret, koriandert), másrészt a franciában génépi gyűjtőnéven ismert alpesi ürömfajok miatt, amelyekről úgy vélték, „elsőosztályú kábítószereket tartalmaznak”. Az anisette-ként ismert ánizslikőrben a növényi összetevőkből származó hidrogén-cianidot és benzaldehidet találtak, ezért úgy vélték, hiba lenne ártalmatlannak tekinteni.
A borókabogyót az agy lassú mérgének tekintették, ezért a jenevert és a gint is mérgezőnek tartották.

## Modern tanulmányok

### Tévhitek a tilalom alatt és után
1973-ban Adam Gottlieb Legal Highs című, legális drogokkal foglalkozó művében azt állította, a fehér üröm illóolaját Pernod likőrhöz keverve abszint készíthető. A tudomány ismét a tujon felé fordult. 1975-ben a Nature magazin a tujont tévesen a THC-hez hasonlította, ami a marihuána fő hatóanyaga. Hasonló molekulaszerkezetük miatt feltételezte, hogy hatásuk is hasonlít és mindkettő a kannabinoid receptorokra hat, bár ezzel kapcsolatos kísérleteket nem végeztek.
Wilfred N. Arnold egy 1992-es tanulmányban azt állította, hogy a korabeli abszint tujontartalma a felhasznált fehér- és bárányüröm mennyisége alapján 260 mg/kg lehetett, ám kísérleteket szintén nem végzett. Az elméletét azóta legalább hat független tanulmány cáfolta meg, ennek ellenére ma is gyakran idézik ezt a számot.

### Az abszint orvosi rehabilitációja
Ma már tudvalevő, hogy a tujon hatása nem hasonlít a THC-ére, és nem okoz hallucinációkat. A tujon GABA-antagonista, és bár nagy adagokban izomrángásokat és görcsöket okozhat, semmi sem bizonyítja, hogy hallucinogén is lenne. Nagyobb adagokban egyaránt káros a májra és az idegrendszerre, azonban az abszintban lévő tujonmennyiség toxikus hatásai teljesen eltörpülnek az alkoholé mellett, akár az akut, akár a krónikus mérgezés esélyét tekintjük.
A Rutgers Egyetem (New Jersey) kísérlete szerint 0,26 mg/testsúly-kg tujon egyetlen pohár alkoholos italban elfogyasztva (60 kg testsúly esetén ez átlagosan 1–2 liter tömény századfordulós abszint tujontartalmát jelenti) a koncentrációs képességek statisztikailag kimutatható, rövid távú romlását okozza a tujonmentes, vagy alacsony tujontartalmú (0,026 mg/kg) italhoz képest. A 22 résztvevőt mindhárom ital hatásának kitették azonos körülmények között, és közülük 19-en semmiféle különbséget nem tudtak tenni az italok hatása között.
A korabeli „abszintizmus" tüneteit nem lehet egyértelműen megkülönböztetni a krónikus alkoholizmustól, és amennyiben súlyosságuk valóban különbözött, azt az abszint gyakori hamisításához felhasznált rossz minőségű alkohol és mérgező vegyszerek okozhatták. Megjegyzendő azonban, hogy az abszint egyéb anyagokat is tartalmaz, és kevés jó tanulmány született eddig a hosszú távú abszintfogyasztás lehetséges hatásairól.

### A tujon és más anyagok mennyisége az abszintban
A korabeli abszintok tujontartalma 2008-ig ismeretlen volt. Egy párlat tujontartalmát csak a gázkromatográfia-tömegspektrometria módszerével lehet megbízhatóan mérni; a 20. század elején használt iodometrikus titrálás és a színreakciók erre alkalmatlanok voltak. A 21. századi vizsgálatok szerint sem a hagyományos receptek alapján készült abszintok, sem a századfordulóról fennmaradt palackok nem tartalmaznak veszélyes mennyiségű tujont. Egy 2008-ban közzétett vizsgálat alkalmával több tucat, 1914 előtti abszintot vizsgáltak meg: tujontartalmuk 0,5-48,3 mg/kg közt változott, 25 mg/kg-os átlaggal. A minták többsége megfelelt az EU 35 mg/kg-os maximumának. A századfordulón szintén meggyanúsított izsóp és édeskömény fő hatóanyagai, a pinokamfon és a fenkon is veszélytelen mennyiségben voltak jelen. Egy újabb kutatás kizárta azt is, hogy az eltelt száz év alatt a palackokban a tujon lebomlott volna.

### Az abszint valódi hatásai
Még nem sikerült meggyőző eredményre jutni azzal kapcsolatban, hogy az abszintnak (az alkoholt leszámítva) van-e hatása az emberi elmére. Az abszint egyesek szerint megnyitja az elmét; a fogyasztók legtöbbször az ittasság egy „tisztult” formájáról számolnak be – egyfajta „józan részegségről”. Ted Breaux kémikus, történész és abszintfőző állítása szerint az ilyen élményeket az okozhatja, hogy az ital egyes növényi összetevői stimulánsként viselkednek, míg mások nyugtatóként, összességében éber állapotot keltve a fogyasztóban. A visszafogott abszintfogyasztás hosszú távú hatásai ismeretlenek, bár a felhasznált gyógynövények közül több fájdalomcsillapító és antiparazita hatással bír.
Egyes feltételezések szerint az abszint „speedball”-jellegét nem a különböző növények adják, hanem az alkohol (nyugtató) és a tujon (serkentő). Hasonló kombináció volt a századfordulón szintén divatos café royale (kávé brandyvel). Más vélemények szerint az abszintban lévő kevés tujonnak semmilyen köze nincsen az említett hatásokhoz: ha egyáltalán léteznek, feltételezhető, hogy más anyagok, pl. a fenkon (édeskömény), pinokamfon (izsópfű) és az anetol (ánizs) okozzák, mivel laboratóriumi állatokat túladagolva ezek is epilepsziaszerű rángásokat eredményeztek. Habár bizonyos körökben az abszintok erejét ma is tujontartalomban mérik (az őket megcélzó gyártók ezért olykor fel is tüntetik azt a címkéken), a tujon főként tudományos tévedéseknek köszönheti népszerűségét.

## Az abszintizmus utóélete

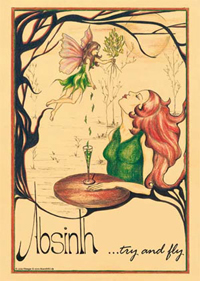
„Próbáld ki és szállj” – pszichoaktív hatásra utaló, modern abszintposzter

A modern tudományos eredmények ellenére igen elterjedt a köztudatban a Nature magazin 1975-ös elmélete a tujon és a THC közti párhuzamról, valamint Wilfred N. Arnoldé a korabeli abszintok magas tujontartalmáról. Annak ellenére, hogy 2008-ban több magyarországi portál is tudósított az abszint tudományos rehabilitációjáról, a magyar weben található cikkek nagy része az abszintizmus elméletét terjeszti, és a szindrómára hivatkozva tévesen azt állítja, hogy ma nem készítenek hagyományos abszintot. Az abszintizmust nemcsak a sajtó, de gyakran a szakmabeliek is létező szindrómaként ismerik, és bizonytalan előttük az abszint mibenléte is.
Az Országos Kémiai Biztonsági Intézet még 2006-os kiadványában is azt állítja, hogy a fehér üröm forgalomba hozatala az egész világon tiltott – habár a növényt magyar és külföldi gyógynövényboltok egyaránt árusítják – az üröm keserűségét okozó abszintint pedig tévesen bódító anyagként jellemzi.
Az abszintizmus elméletét és a vele kapcsolatos tévhiteket több gyártó is terjeszti, hogy az – abszintra gyakran nem is hasonlító – italaikat „legális drogként” reklámozhassák, ám a tudományos eredmények terjedése miatt ma már általában az ilyen gyártók is csak enyhébb hatásokra utalnak.